# Wał Malanowski
Wał Malanowski – ostaniec kadłubowy, pozostałość dawnej moreny czołowej zlodowacenia środkowopolskiego. Wał biegnie z NW na SE, maksymalna szerokość dochodzi do 8 km, natomiast wysokość waha się od 150 do 186 m n.p.m.. Pierwotnie znaczne wzniesienie uległo spłaszczeniu w warunkach klimatu peryglacjalnego.
U podnóża Wału, w miejscowości Żdżenice koło Malanowa, na wysokości około 138 m n.p.m. początek bierze dopływ Warty, rzeka Kiełbaska.